# Kiss Army
La Kiss Army è il fan club ufficiale della rock band americana Kiss, così come il nome non ufficioso usato per riferirsi ai fan di quest'ultimi, in generale. Fu avviato, in modo non formale, nel 1975 da Bill Starkey e Jay Evans.
Il modulo di iscrizione mostrava, per la prima volta, quello che divenne noto come logo ufficiale della Kiss Army, disegnato da Dennis Woloch e Vincent DiGerlando della Howard Marks Inc., l'agenzia pubblicitaria che all'epoca lavorava con Bill Aucoin ed i Kiss. 
Secondo Bruce Vilanch, il presidente del fan club era il figlio di Ringo Starr quando i Kiss parteciparono a The Paul Lynde Halloween Special, nel 1976.

## Storia
Nel gennaio 1975, Starkey ed Evans, due adolescenti fan dei Kiss di Terre Haute, in Indiana, iniziarono a contattare la stazione radio locale WVTS, nel tentativo di far sentire la musica della band. Dopo che furono ripetutamente respinti dal direttore del programma Rich Dickerson, iniziarono a chiamare l'emittente radiofonica, affermando di essere la Kiss Army. Inviarono lettere alla stazione e le firmarono come: Bill Starkey – Presidente della Kiss Army e Jay Evans – Maresciallo di campo.
 Nel luglio 1975, WVTS iniziò a riprodurre i dischi dei Kiss, spesso riferendosi alla Kiss Army. Alcune delle lettere, però, includevano minacce di far saltare in aria la stazione. In poco tempo, gli ascoltatori iniziarono a chiamare la stazione chiedendo come potevano entrare nel fan club.
Dickerson lavorò con Starkey ed Evans per fornire una promozione anticipata per un concerto dei Kiss, presso il nuovo Hulman Civic-University Center, nella città natale dei due. Prima dello spettacolo l'addetto stampa della band, Alan Miller, contattò Starkey per dibattere sulla Kiss Army. Su richiesta del portavoce, i fondatori del fan club risposero alle telefonate in onda alla WVTS, per reclutare quanti più membri possibile per la Kiss Army. Come risultato di questi sforzi, lo spettacolo del 21 novembre andò esaurito (10.000 posti). Durante il concerto, il primo venne portato sul palco e ricevette una targa dalla band.
Subito dopo il concerto di Terre Haute, la Kiss Army diventò il fan club ufficiale del gruppo. Nel 1976, il manager dei Kiss, Bill Aucoin, chiese alla Howard Marks Inc. di creare un logo per quest'ultima. Lo stemma fu disegnato da Dennis Woloch, direttore artistico di lunga data dei Kiss, da un'idea del suo collega Vincent DiGerlando. I moduli d'ordine della Kiss Army apparvero, per la prima volta, con questo nuovo logo nel periodo di Destroyer dello stesso anno. L'ex capo del merchandising dei Kiss, Ron Boutwell, stimò che il fan club (al suo apice) guadagnasse 5.000 dollari al giorno e contasse quasi 100.000 membri. Dopo un periodo di inattività, il 23 agosto 2007 i Kiss annunciarono il rilancio della Kiss Army, come fan club ufficiale del gruppo. Il 29 maggio 2008 Condoleezza Rice, Segretario di Stato degli Stati Uniti, si arruolò.
In occasione del 35º anniversario della Kiss Army, il 21 novembre 2010 fu dichiarata la "Giornata della Kiss Army" a Terre Haute. Starkey fu il DJ ospite per la stazione radio rock locale WWVR.